# Alexandre Prochkine
Pour les articles homonymes, voir Prochkine.
Alexandre Prochkine (en russe : Алекса́ндр Анато́льевич Про́шкин), né le 25 mars 1940 à Leningrad (Union soviétique), est un réalisateur et scénariste russe qui a réalisé une quinzaine de films depuis 1975.
Son film Le Miracle (en) a été présenté au 31e festival international du film de Moscou.

## Biographie
En 2015, Prochkine porte à l'écran La Chasse au canard d'Alexandre Vampilov, avec Ievgueni Tsyganov dans le rôle principal. Le film intitulé Rayskie kushchi transpose le sujet dans la Russie actuelle. La famille du dramaturge n'acceptant pas cette adaptation refuse que le nom de Vampilov apparaisse dans les titres.

## Filmographie partielle

### Comme réalisateur

#### Au cinéma
- 1986 : Mikhaïlo Lomonossov (ru) (Михайло Ломоносов)
- 1988 : L'Été froid de l'année 53 (Kholodnoe leto pyatdesyat tretego)
- 1992 : Voir Paris et mourir (Увидеть Париж и умереть)
- 1995 : Le Voile noir (ru) (Чёрная вуаль)
- 2000 : La Fille du capitaine (Русский бунт)
- 2003 : Trio (ru) (Трио)
- 2008 : Vis et souviens-toi (Живи и помни)
- 2009 : Le Miracle (ru) (Чудо)
- 2012 : Expiation (ru) (Искупление)
- 2015 : Service de sécurité[2] (Охрана)
- 2015 : Paradis terrestre (ru) (Райские кущи)
- 2020 : Retour vers les steppes des Sarmates[3] (Назад в степь к Сарматам)

#### À la télévision
- 1975 : Olga Sergueïevna (ru) (Ольга Сергеевна) (série télévisée)
- 1978 : La Stratégie du risque (ru) (Стратегия риска, Strategiya riska) (feuilleton TV)
- 1979 : L'Inspecteur Goull (ru) (Инспектор Гулл, Inspektor Gull) (téléfilm)
- 1980 : Le Particulier (ru) (Частное лицо) (feuilleton TV)
- 1981 : L'Âge dangereux (ru) (Опасный возраст, Opasny vozrast) (TV)
- 1986 : Mikhaïlo Lomonossov (ru) (Михайло Ломоносов) (série télévisée)
- 1990 : Nikolaï Vavilov (ru) (Николай Вавилов) (série télévisée)
- 2006 : Le Docteur Jivago (ru) (Доктор Живаго, Doktor Zhivago) (série télévisée)

## Distinctions
- 2000 : Festival du cinéma russe à Honfleur : Prix du Meilleur scénario pour La Fille du capitaine (Русский бунт, 2000)